# Limpopo (fleuve)
Pour les articles homonymes, voir Limpopo.
Le fleuve Limpopo (/lɪmˈpoʊpoʊ/) prend sa source en Afrique du Sud  et coule généralement vers l'est à travers le Mozambique jusqu'à l'océan Indien. Le terme Limpopo est dérivé de Rivombo (Livombo/Lebombo), un groupe de colons Tsonga dirigé par Hosi Rivombo qui se sont installés dans les environs montagneux et ont donné à la région le nom de leur chef. La rivière est appelée Vhembe par les communautés locales Venda de la région où ce nom a maintenant été adopté par le gouvernement sud-africain comme municipalité de district dans le nord, un nom qui a également été suggéré en 2002 comme titre possible. pour la province mais est voté contre. La rivière mesure environ 1,750 km de long, avec un bassin versant de 415,000 km2. Le débit moyen mesuré sur un an est 170 m à 313 m à son embouchure. Le Limpopo est le deuxième plus grand fleuve africain qui se jette dans l'océan Indien, après le fleuve Zambèze.
Le premier Européen à apercevoir le fleuve est Vasco da Gama, qui jette l'ancre à son embouchure en 1498 et le nomma rivière Espirito Santo. Son cours inférieur est exploré par St Vincent Whitshed Erskine en 1868-1869, et le capitaine JF Elton a parcouru son cours médian en 1870.
La zone de drainage du fleuve Limpopo a diminué au fil des temps géologiques. Jusqu'à la fin du Pliocène ou du Pléistocène, le cours supérieur du fleuve Zambèze se déverse dans le fleuve Limpopo. Le changement de la ligne de partage des eaux est le résultat d'un mouvement épiérogénique qui a soulevé la surface au nord de l'actuel fleuve Limpopo, détournant les eaux vers le fleuve Zambèze.

## Cours

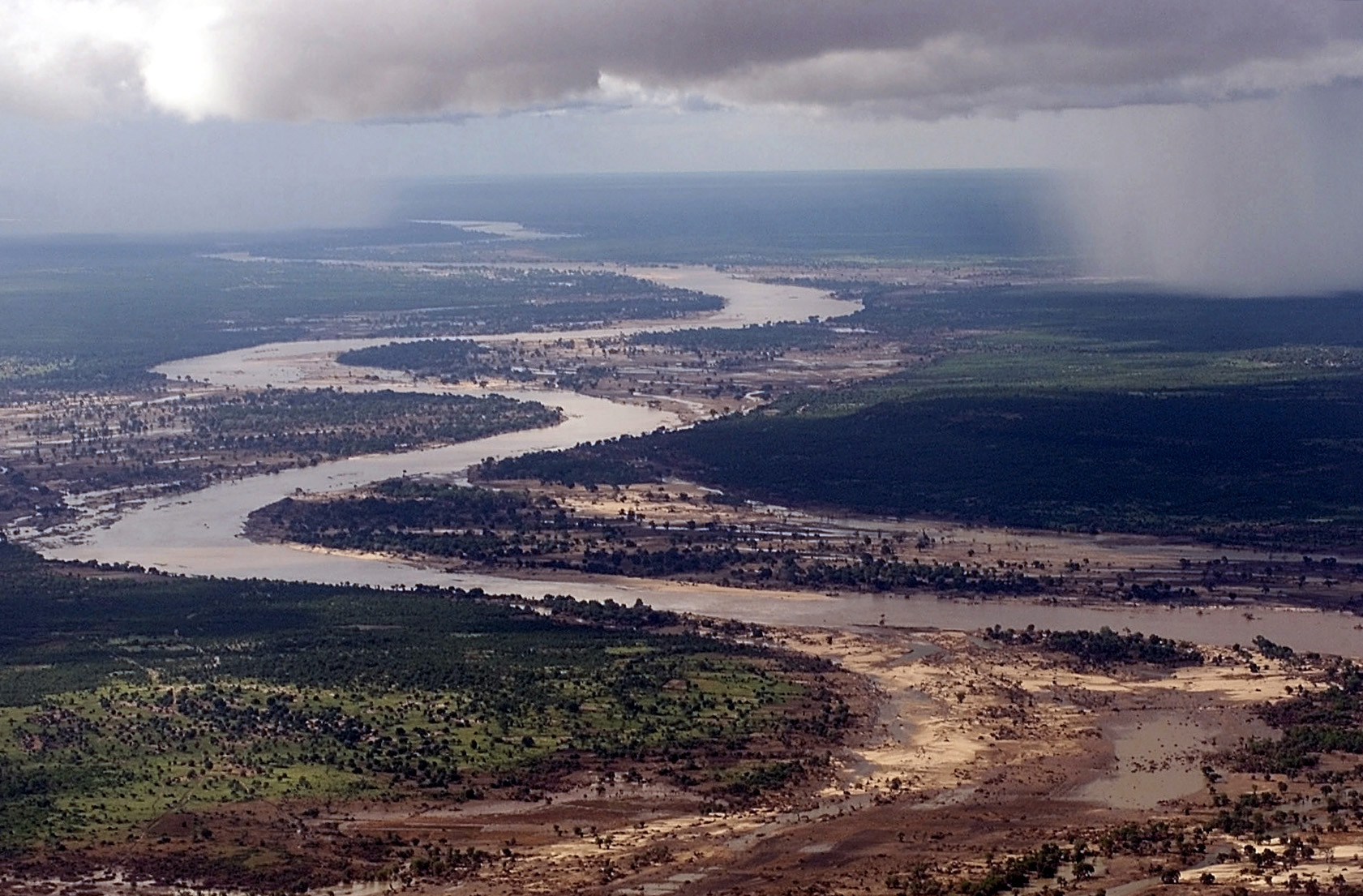
Les méandres du Limpopo dans le sud du Mozambique

La rivière coule selon un grand arc, zigzaguant d'abord vers le nord, puis vers le nord-est, puis vers l'est et enfin vers le sud-est. Elle sert de frontière sur environ 640 km, séparant l'Afrique du Sud au sud-est du Botswana au nord-ouest et du Zimbabwe au nord. Au confluent de la rivière Marico et de la rivière Crocodile, le nom devient la rivière Limpopo. Il existe plusieurs rapides lorsque le fleuve tombe de l'escarpement intérieur de l'Afrique australe.
La rivière Notwane est un affluent majeur du Limpopo, prenant sa source au bord du désert du Kalahari au Botswana et coulant vers le nord-est. Le principal affluent du Limpopo, la rivière Olifants (rivière Éléphant), contribue pour environ 1 233 millions de m 3 d'eau par an. Les autres affluents majeurs comprennent la rivière Shashe, la rivière Mzingwane, la rivière Crocodile, la rivière Mwenezi et la rivière Luvuvhu.
Au nord-est de l'Afrique du Sud, la rivière borde le parc national Kruger. La ville portuaire de Xai-Xai, au Mozambique, se trouve sur le fleuve près de son embouchure. En aval de l'Olifants, la rivière est navigable jusqu'à la mer, bien qu'un banc de sable en empêche l'accès aux gros navires, sauf à marée haute.

## Caractéristiques du bassin

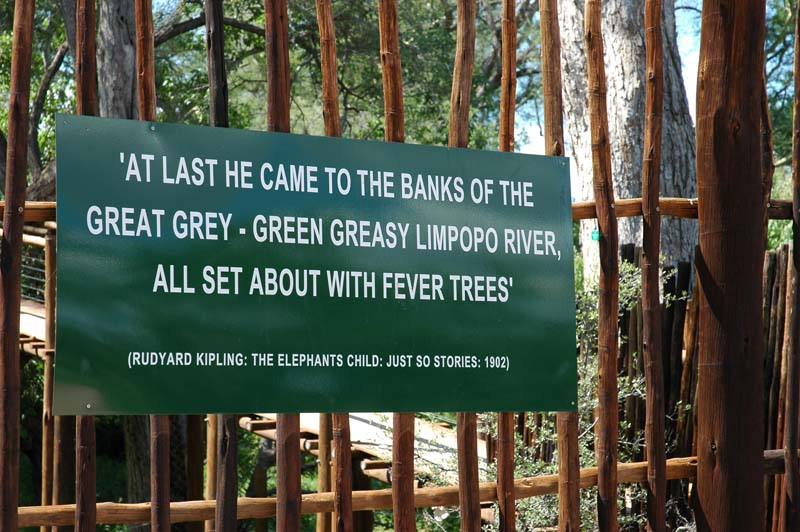
Panneau sur la terrasse d'observation de la rivière Limpopo dans le parc national de Mapungubwe, en Afrique du Sud, avec une citation de Rudyard Kipling

Les eaux du Limpopo coulent lentement, avec une teneur considérable en limon. La caractérisation par Rudyard Kipling de la rivière comme étant « la grande rivière Limpopo gris-vert et grasse, entourée d'arbres à fièvre », où habite le « serpent-roche python bicolore »  dans les Histoires comme ça est pertinente. Les précipitations sont saisonnières et peu fiables : les années sèches, les parties supérieures du fleuve coulent pendant 40 jours ou moins. La partie supérieure du bassin versant, dans le désert du Kalahari, est aride, mais les conditions deviennent moins arides en aval. Les tronçons suivants drainent le massif du Waterberg, un biome de forêt semi-décidue et de population humaine de faible densité. Les basses terres fertiles abritent une population plus dense et environ 14 millions de personnes vivent dans le bassin du Limpopo. Les inondations pendant la saison des pluies constituent un problème occasionnel dans les cours inférieurs. En février 2000, de fortes pluies lors du passage d'un cyclone ont provoqué les inondations catastrophiques de 2000 au Mozambique.
La plus forte concentration d'hippopotames dans le fleuve Limpopo se trouve entre les rivières Mokolo et Mogalakwena. Il existe une forte activité minière dans le bassin du fleuve Limpopo, avec environ 1 900 mines en activité, sans compter environ 1 700 mines abandonnées.

## Histoire

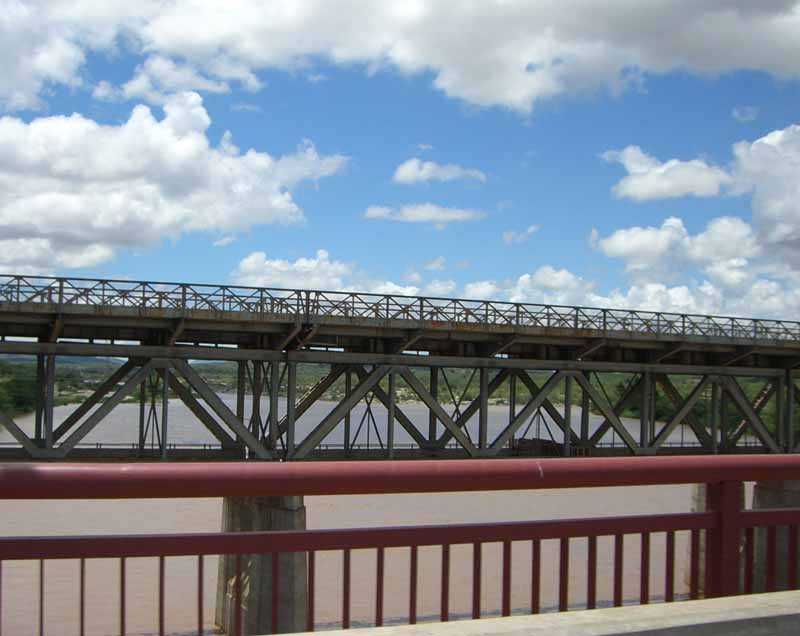
Pont à Beitbridge

Vasco de Gama, lors de sa première expédition, est probablement parmi les premiers Européens à apercevoir le fleuve, lorsqu'il jeta l'ancre à l'embouchure en 1498. Cependant, il y a des habitations humaines dans la région depuis des temps immémoriaux : des sites de la vallée de Makapans, près de Mokopane, contiennent des fossiles d'australopithèques datant d'il y a 3,5 millions d'années. St Vincent Whitshed Erskine, plus tard arpenteur général de l'Afrique du Sud, se rendit à l'embouchure du fleuve en 1868-1869.
Un requin du Zambèze est capturé à des centaines de kilomètres en amont, au confluent des rivières Limpopo et Luvuvhu, en juillet 1950. Les requins du Zambèze tolèrent l'eau douce et peuvent remonter très loin dans le Limpopo. En 2013, environ 15 000 crocodiles du Nil ont été accidentellement relâchés dans le fleuve par les vannes de la ferme aux crocodiles de Rakwena, située à proximité.

## Débits
Le débit spécifique moyen du fleuve est de 0,6 litre par seconde et par kilomètre carré, correspondant à un module de 265 m3 par seconde, ce qui est faible et résulte de précipitations moyennes peu abondantes sur la plus grande partie de son bassin. Le fleuve est de plus très irrégulier et connaît de nombreuses années sèches.